# Blue Valley
Blue Valley è una città immaginaria dell'Universo DC. Fu creata da John Broome e Carmine Infantino, come residenza dell'originale Kid Flash. Venne per la prima volta menzionata nell'episodio, The Flash n° 110, del dicembre 1959.

## Ubicazione
Come per altre città immaginarie, l'esatta  "posizione" nel mondo reale non è specificata.
Nell'episodio, The Flash ,"Year One: Born To Run", lo scrittore Mark Waid situò la località di Blue Valley nel Nebraska. Secondo l'atlante The Atlas of The DC Universe della Mayfair Games, pubblicato nel 1990, Blue Valley è "situata nel limite nord del Nebraska, a quaranta chilometri a sud est di Sioux Falls nel Sud Dakota".
Verso la fine degli anni novanta, la località fu utilizzata da Geoff Johns come sfondo per le avventure di Courtney Withmore, all'inizio della sua carriera nella seconda versione di Star-Spangled Kid e di suo padre adottivo. Pat "Stripesy" Dugan, nelle pagine di Stars and S.T.R.I.P.E.. Johns ridimensionò la posizione di Blue Valley per specificare le contee di Douglas, Saunders e Lancaster, nell'episodio n° 81, del 2006, di Justice Society of America.

## Storia e sfondo
Alla località di Blue Valley venne dedicato un capitolo nel Fan Club ufficiale di Flash, con Wally West come presidente. Fu menzionata anche la presenza di un college, che Wally West frequentò dopo essersi dimesso dai Teen Titans.

### Relazione tra spazio e tempo
Nell'episodio n° 1 di, JLA Secret Files, del settembre 1997, Blue Valley fu la località da cui ebbe inizio una delle invasioni di Starro. Secondo la storia fu considerato il luogo in cui avvenne il primo incontro tra Starro e la Justice League, dopo che la squadra chiese di lasciare la base spaziale.
La squadra moderna, tranne Flash, catturato dopo che Blue Valley chiese il suo aiuto, entrò in città. Un messaggio di Starro mostrò i danni alle proprietà di Blue Valley, macchine in fiamme e fuochi sparsi ovunque. Lo Spettro si fece vivo, prima che la JLA entrasse in città. Questi mostrò una visione del futuro: se la JLA fosse entrata in città, Starro li avrebbe catturati, come primo passo verso la conquista dello spazio e del tempo conosciuti. La JLA fu poi depotenziata dallo Spettro, con la conseguenza della distruzione di un solo palazzo d'uffici, e la successiva distruzione della macchina di Starro.

### Di nuovo Starro
Starro ritornò a Blue Valley nell'episodio JLA n°22, del Settembre 1998. questa volta addormenterà l'intero continente americano, eccetto coloro che vennero a conoscenza in anticipo della sua venuta. Le forze combinate degli eroi, i sogni dei senza tetto di Blue Valley e di Daniel of the Dreaming riuscirono a mandarlo via.
Due altri supereroi, Pat Dugan e Courtney Withmore, vissero a Blue Valley. Non è chiaro se fossero liberi dal controllo mentale di Starro. Nell'episodio, Day of Judgement n° 1, Blue Valley soffrì l'invasione dei "tizi morti" come la mise Capitan Marvel. Marvel, Pat e Courtney aiutarono a proteggere la città.